# Friedrich Kiesler

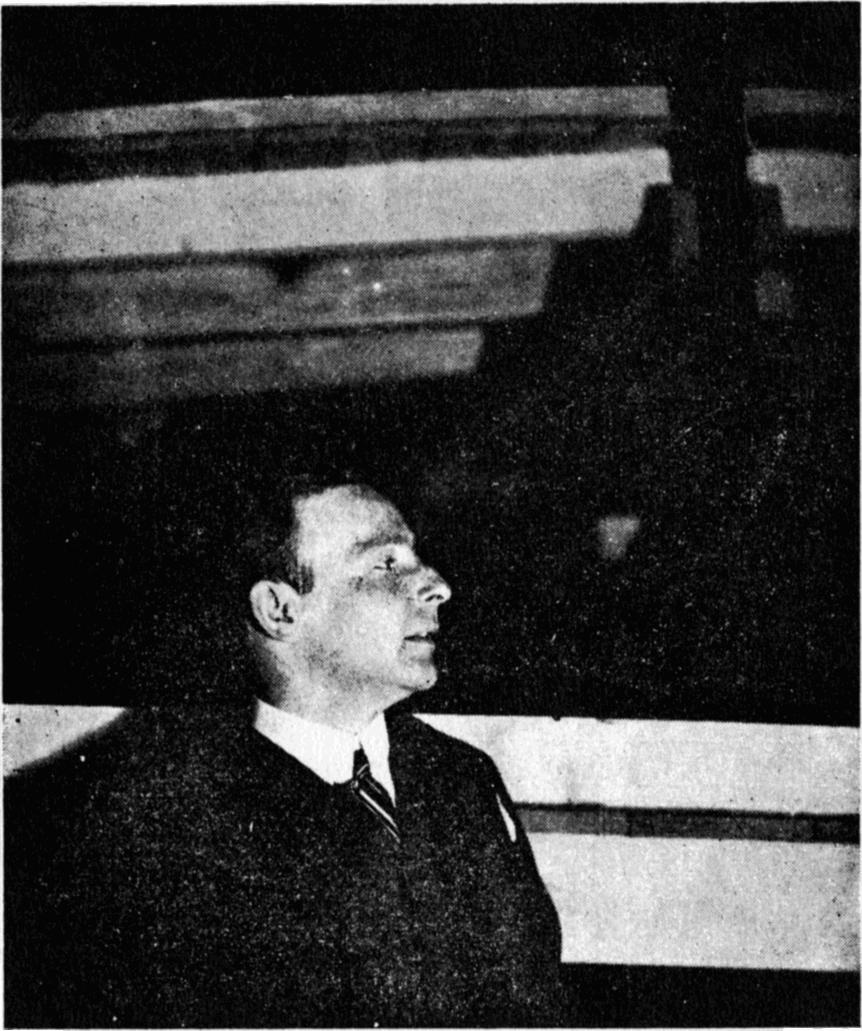
Friedrich Kiesler auf der Internationalen Ausstellung neuer Theatertechnik in Wien (1924)

Friedrich Kiesler (* 22. September 1890 in Czernowitz, Bukowina, Österreich-Ungarn; † 27. Dezember 1965 in New York City; auch englisch: Frederick Kiesler) war ein österreichisch-amerikanischer Architekt, bildender Künstler, Designer und Bühnenbildner. Er verbrachte den ersten Teil seines Lebens in Europa, bevor er 1926 in die USA emigrierte, dort sein Werk fortsetzte und dieses 1965 in Jerusalem mit dem Schrein des Buches, gleichsam seinem Lebenswerk, vollendete.

## Leben
Von 1908 an studierte Friedrich Kiesler an der Technischen Hochschule und der Akademie der bildenden Künste in Wien.
1920 heiratete Kiesler im Wiener Stadttempel die Philologiestudentin Stephanie Frischer.
Nach der Organisation der Internationalen Ausstellung für neue Theatertechnik 1924 entwickelte er 1925 für die Pariser Ausstellung Exposition Internationale des Arts Décoratifs et Industriels Modernes die Raumstadt als Vision einer schwebenden Stadt der Zukunft.
1926 übersiedelte er mit seiner Frau Stefi nach New York und avancierte dort zur Integrationsfigur der europäischen Avantgarde und der jungen amerikanischen Kunst. Er etablierte sich als bildender Künstler und Bühnenbildner, als Architekt und Designer. Ab 1937 übernahm er eine Lehrtätigkeit an der Columbia University und intensivierte dort die Auseinandersetzung mit seiner ganzheitlichen Theorie des Correalismus.
Am 3. September 1963 starb Stefi Kiesler in New York. Friedrich Kiesler erlitt am 9. März 1964 einen Herzinfarkt und heiratete noch am 26. Mai im Krankenhaus Lillian Olinsey. 1965 starb schließlich auch Friedrich Kiesler.
1997 wurde die Österreichische Friedrich und Lillian Kiesler-Privatstiftung gegründet, die sich mit der Erforschung seines Werks befasst und unter anderem den zweijährlichen Friedrich-Kiesler-Preis vergibt. Finanziert wird sie fast ausschließlich durch die öffentliche Hand. Von 2013 bis 2021 war Peter Bogner Direktor der Stiftung.

## Werk

### Frühe Jahre (1923 bis 1925)

#### Bühnenbild für R.U.R., Berlin 1923
Kieslers „elektro-mechanisches“ Bühnenbild für Karel Čapeks Stück R.U.R. erzielte bei der in Berlin versammelten internationalen Avantgarde einen durchschlagenden Erfolg. Nach einer der ersten Aufführungen lernte Kiesler Hans Richter, Theo van Doesburg, László Moholy-Nagy und El Lissitzky kennen; dies waren Zusammentreffen, die seine künstlerische Laufbahn entscheidend beeinflussten.

#### Internationale Ausstellung neuer Theatertechnik, Wien 1924
Kiesler organisierte die Internationale Ausstellung neuer Theatertechnik im Rahmen des Musik- und Theaterfestes der Stadt Wien. Er trug dafür einige hundert Theaterkonzepte, Bühnenbild- und Kostümentwürfe, Plakate und Modelle der künstlerischen Avantgarde u. a. aus Russland, Italien, Deutschland, Frankreich und Österreich zusammen. Für die Ausstellungsarchitektur konzipierte er das Leger- und Trägersystem, eine flexible, frei stehende Konstruktion zur Präsentation von Objekten und Bildern. Kiesler entwarf auch das Plakat, den Katalog, die Eintrittskarte und das Briefpapier der Ausstellung nach einem einheitlichen Konzept. Für die Ausstellung realisierte Kiesler die spiralförmige Raumbühne.

#### Exposition internationale des Arts Décoratifs et industriels modernes, Paris 1925
Dank des großen Erfolgs der Wiener Ausstellung von 1924 wurde Kiesler von Josef Hoffmann damit betraut, den österreichischen Pavillon bei der Exposition internationale des Arts Décoratifs et industriels modernes in Paris zu gestalten. Dazu entwarf er eine monumentale, schwebende Struktur, die City in Space (Raumstadt).

### Aufbruch in die USA (1926 bis 1933)

#### International Theatre Exposition, New York 1926
Noch in Paris wurde Kiesler von Jane Heap eingeladen, die International Theatre Exposition in New York zu konzipieren. Kiesler stellte avantgardistische Bühnenbilder des Konstruktivismus, des Futurismus und des Bauhauses vor. Zudem zeigte er sein Konzept des Endless Theatre, eine weitere Entwicklungsphase der Raumbühne.

#### Saks, Fifth Avenue, New York 1928
1927 begann Kiesler an der Auslagengestaltung für das Kaufhaus Saks in der Fifth Avenue in New York zu arbeiten. Seine Erfahrungen veröffentlichte er 1930 als Buch unter dem Titel Contemporary Art Applied To The Store And Its Display.

#### Film Guild Cinema, New York 1929
Mit großem und positivem Echo in den Medien wird 1929 das von Kiesler entworfene Film Guild Cinema eröffnet, das so genannte „100% cinema“.

#### Möbelausstellung der A.U.D.A.C., New York 1930
Für die Ausstellung der A.U.D.A.C. (American Union of Decorative Artists and Craftsmen) im Grand Central Palace konzipierte Kiesler Kojen, welche die geladenen Mitglieder der A.U.D.A.C ausstatteten. Er selbst zeigte neben seinen Büromöbeln, wie dem Flying Desk, Fotos und Entwürfe für Design- und Architekturprojekte.

#### Doppeltheater für Woodstock 1931
Im Rahmen eines Wettbewerbes, an dem unter anderen auch Frank Lloyd Wright teilnahm, entwarf Kiesler 1931 das Festivaltheater für Woodstock. Kiesler gewann diese Ausschreibung, das Projekt konnte aber aus finanziellen Gründen nicht realisiert werden.

#### Space House 1933
1933 errichtete Kiesler für die Modernage Furniture Company in New York das Space House. In diesem maßstabsgetreuen Modell eines Einfamilienhauses wurde das Mobiliar des Einrichtungshauses präsentiert.

### Neue Berufung als Bühnenbildner (ab 1934)
Von 1934 bis 1956 lehrte Kiesler an der Juilliard School of Music. Zahlreiche seiner innovativen und revolutionären Ideen für Bühnengestaltungen konnten in den kommenden Jahren verwirklicht werden: In George Antheils Oper Helen Retires (1934, Libretto: John Erskine) bestimmte die geschwungene Umrisslinie die Ausstattung. In John Laurence Seymours In the Pasha’s Garden (1935) setzte Kiesler Projektionen von überdimensionalen, floralen Elemente ein. Auch die Prospekte von Sartres No Exit (1946) und Darius Milhauds Le pauvre matelot (1948) wiesen starke surrealistische Elemente auf.

### Möbel und Geschäftsdesign (1937 bis 1947)
Schon Kieslers Möbeldesign der 30er Jahre verwies in Form und Funktion auf spätmodernes Design. So kreierte Kiesler mit dem Nesting Table ein flexibles Tischobjekt, welches in seiner Formensprache den in den 50er-Jahren so populären Nierentisch vorwegnimmt. Die Bed-Couch für Charles Mergentine sowie die Party Lounge demonstrieren Kieslers Anspruch an ein wandelbares und multifunktionales Gestalten. 1936 reichte Friedrich Kiesler das Patent für eine Lamp and Table Construction sowie für die Party Lounge & Furniture Construction ein.

#### Laboratory for Design Correlation, Columbia University, New York 1937–1941
Im Herbst 1937 gründete Kiesler an der Columbia University das Laboratory for Design Correlation, das er bis zur Auflösung im Jahre 1941 auch leitete. Ziel dieses Instituts war es, eine ganzheitliche Designkonzeption zu entwickeln, die wissenschaftlich und analytisch begründet ist. Die genaue Beobachtung menschlicher Verhaltensweisen, Bewegungsabläufe und physiologischer Bedingungen sollte dazu führen, die Gestaltung von Einrichtungs- und Gebrauchsgegenständen und damit die Lebensverhältnisse des Menschen grundlegend zu verbessern.
In Kieslers Projekt Vision Machine manifestierten sich die Ergebnisse von Kieslers mehrjährigen praktischen und theoretischen Wahrnehmungsstudien, die er seit 1937 im Laboratory for Design Correlation an der Columbia University intensiv betrieb.
In Zusammenarbeit mit Studenten der Columbia University konzipierte Kiesler die Mobile Home Library, das erste ausgereifte Designprodukt des Instituts. Diese flexible Bücherstellage war das Ergebnis einer exemplarischen Funktionsanalyse, die modellhaft den „correalistischen Entwurfsprozess“ aufzeigt.

#### Art of This Century, Peggy Guggenheim Gallery, New York 1942
Peggy Guggenheim bat Kiesler, eine Galerie für ihre Kunstsammlung zu konzipieren, die neue Methoden für das Ausstellen von Bildern, Zeichnungen, Skulpturen und Objekten ermöglichten. Kiesler entwarf für vier Ausstellungsräume der Art of This Century revolutionäre Präsentationssysteme mit multifunktionellem Mobiliar: In der Surrealistischen Galerie ließ Kiesler rahmenlose Bilder scheinbar frei im Raum schweben, in der Abstrakten Galerie präsentierte er Werke geometrischer Kunst in einem System von miteinander verspannten Raumelementen und in der Kinetischen Galerie konstruierte er unter anderem Betrachtungsapparate für Werke von Marcel Duchamp und Paul Klee.

#### Ausstellung des National Council of American-Soviet Friendship, Inc., Moskau 1944
Im Auftrag des amerikanischen Architects’ Committee of the National Council of American-Soviet Friendship konzipierte Kiesler eine Ausstellung amerikanischer Architektur und Stadtplanung für Moskau.

#### Blood Flames, Hugo Gallery, New York 1947
An der von Kiesler konzipierten Ausstellung nahmen Künstler wie David Hare, Arshile Gorky, Roberto Matta und Isamu Noguchi teil. Der farbige Totalraum in Alexander Iolas’ Hugo Gallery  wies bereits wesentliche Züge des späteren Innenraumkonzepts des Endless House auf.

#### AusstellungLe Surréalisme en 1947in der Galerie Maeght, Paris 1947
Kiesler wurde von Max Ernst und Marcel Duchamp gebeten als Ausstellungsgestalter und Mediator ihr Konzept einer umfassend angelegten Surrealismusausstellung in der Galerie Maeght umzusetzen. Friedrich Kiesler entwarf unter anderem die Salle de Superstition (Raum des Aberglaubens), ein höhlenartiges Gesamtkunstwerk, welche er als „magische Architektur“ bezeichnete. Arbeiten von Joan Miró, Marcel Duchamp, David Hare und Max Ernst wurden unter Kieslers Anleitung gefertigt und in dieses bewegte Ausstellungsinterieur integriert. Kiesler selbst fertigte zudem den Totem of all Religions und die Anti-Taboo-Figure an, – zwei skulpturale Einheiten, die den Raum sowohl inhaltlich wie auch strukturell prägten.

### Spätwerk (1950 bis 1965)

#### Endless House, Kootz Gallery, New York 1950
Die Kootz Gallery organisierte 1950 die Ausstellung The Muralist and the Modern Architect mit dem Ziel, die Zusammenarbeit von Architekten und Künstlern zur Diskussion zu stellen. Der Bildhauer David Hare lud Kiesler dazu ein. So entstand das erste dreidimensionale Modell für ein Endless House. Seine eiförmige Gestalt greift das Endless Theatre von 1926 wieder auf. Ab 1950 formuliert Kiesler sein Konzept des Endless House in zahlreichen Texten, Modellen, Zeichnungen und Plänen, die vor allem die Innenräume und deren Funktionen, aber auch die Lichtführung behandeln.

#### Galaxies (um 1950)
Als Galaxies bezeichnete Kiesler eine Synthese von Malerei, Bildhauerei und Architektur. Er betrachtete die verschiedenen Kunstgattungen als gleichwertig und betonte die Beziehung des Kunstwerks zum Raum und den Betrachtern. Die Prinzipien des Correalismus bilden die Grundlage zur Entwicklung der Galaxy.

#### World House Gallery, New York 1957
Noch während Kiesler am Konzept des Endless House arbeitete, bekam er vom Sammler Herbert Mayer das Angebot, einige Räume des Carlyle Hotels in eine Galerie umzugestalten. Mit dem Architekten Armand Philipp Bartos (1910–2005) konzipierte er kontinuierlich ineinander übergehende Böden, Decken und Wände. Im Januar 1957 eröffnet die zwei Stockwerke umfassende Galerie mit der Ausstellung The Struggle for New Form.

#### Endless House, Museum of Modern Art, New York 1959
Das Museum of Modern Art beauftragte Kiesler 1958 damit, für den Museumsgarten ein Einfamilienhaus zu entwickeln. Das Endless House im Maßstab 1:1 wurde nicht realisiert, jedoch präsentierte das MoMA 1960 in der Ausstellung Visionary Architecture Kieslers großes Modell des Endless House.

#### Universal Theatre, 1961
Das Universal Theatre entstand als Beitrag zum Wettbewerb der Ford Foundation und folgte formal und inhaltlich dem Konzept des „endlosen Raumes“. Kiesler setzte bewusst technische und ästhetische Neuerungen ein, um den veränderten Anforderungen für Bühnenraum und -bild sowie für die Regie gerecht zu werden.

#### Skulpturen, 1962
In seinen letzten Lebensjahren gewannen Kieslers bildhauerische Experimente zunehmend an Bedeutung, seine Arbeit widmete sich vorwiegend der auf den Umraum bezogenen Rauminstallation. Es entstanden die Environmental Sculptures, wie Last Judgement und Us-You-Me. Kiesler beabsichtigte, die verschiedenen Elemente als einander bedingende Einheiten zu konzipieren, ohne dabei die Wirkung des einzelnen Objekts aus den Augen zu verlieren.
Die monumentale Plastik Bucephalus (der Name des Pferdes von Alexander dem Großen) blieb unvollendet und war Kieslers letzter Versuch, seiner Idee des Endless House Form zu geben.

#### Grotto for Meditation, 1964
Für die Utopisten-Kommune in New Harmony, Indiana entwarf Kiesler einen Meditationsraum, der allerdings nie verwirklicht wurde und nur in Modellen erhalten geblieben ist.

#### Schrein des Buches, Jerusalem 1965

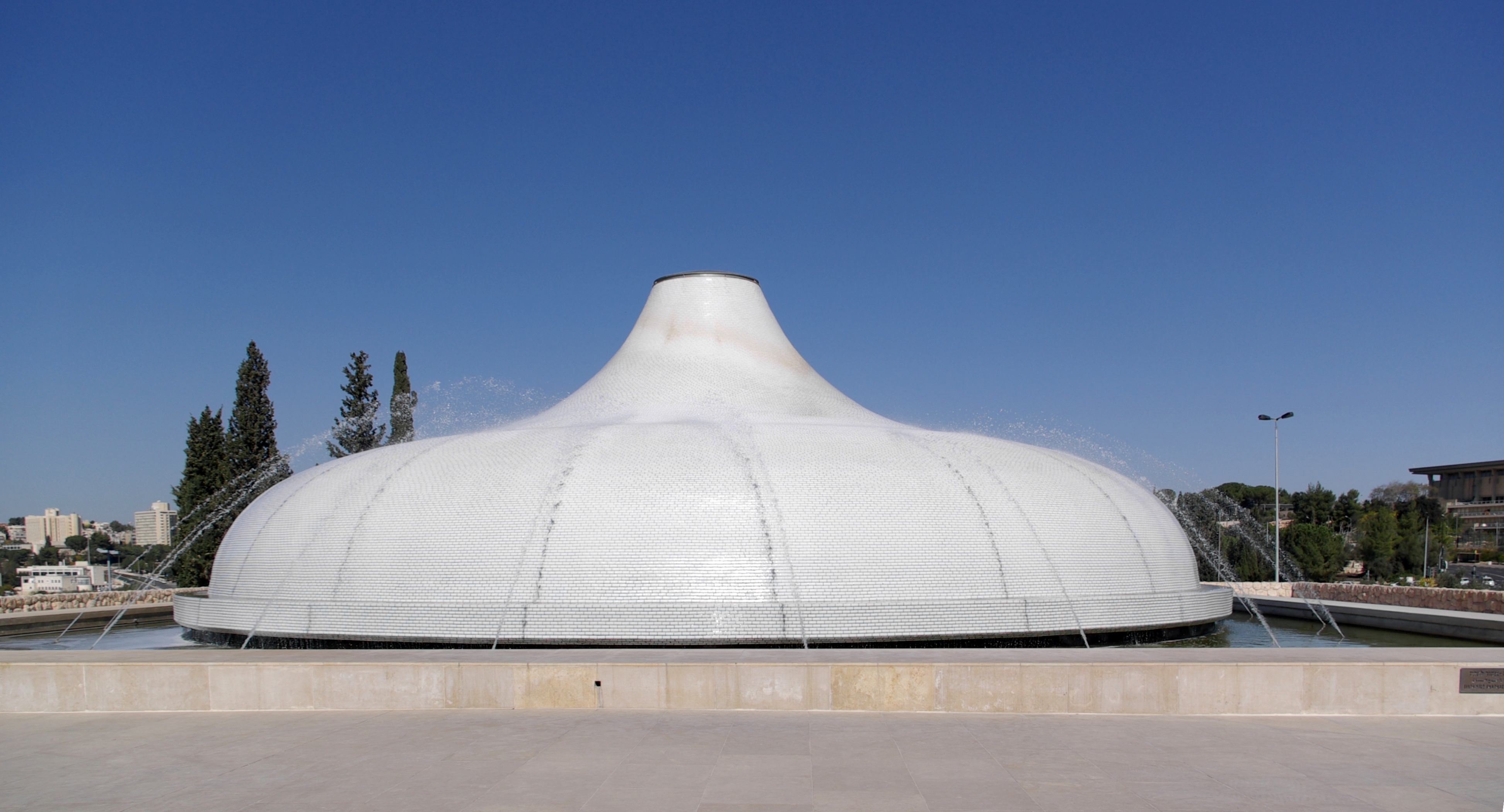
Schrein des Buches, Jerusalem

Der Schrein des Buches ist das einzige realisierte größere Bauwerk von Friedrich Kiesler; an der Planung arbeitete er seit 1957 zusammen mit Bartos. Als heute noch aktueller Gegenstand des theoretischen Diskurses wegen des ineinander greifenden Zusammenspiels von symbolischen Form und struktureller Konstruktion bietet der Bau immer wieder neue Perspektiven und Interpretationsweisen von Kieslers Lebenswerk.

## Würdigung
- Leopoldstadt, 2. Bezirk, Kleine Sperlgasse 4, wurde der zwischen zwei Altbauten 1997 / 1998 errichtete Neubau einer Hauptschule neben dem Sperlgymnasium 1997 Friedrich-Kiesler-Schule benannt.

## Ausstellungen
- Die Kulisse explodiert. Frederick Kiesler, Architekt und Theatervisionär, Theatermuseum (Wien), 2012/13
- Friedrich Kiesler. Lebenswelten, Museum für angewandte Kunst (Wien), 2016
- Friedrich Kiesler: Visionär und Architekt, Martin-Gropius-Bau (Berlin), 2017
- Friedrich Kiesler: Us, You, Me, Kunsthaus Zug, 2024
- Frederick Kiesler: Vision Machines, Jewish Museum (New York), 2024